# Alexander Vlahos

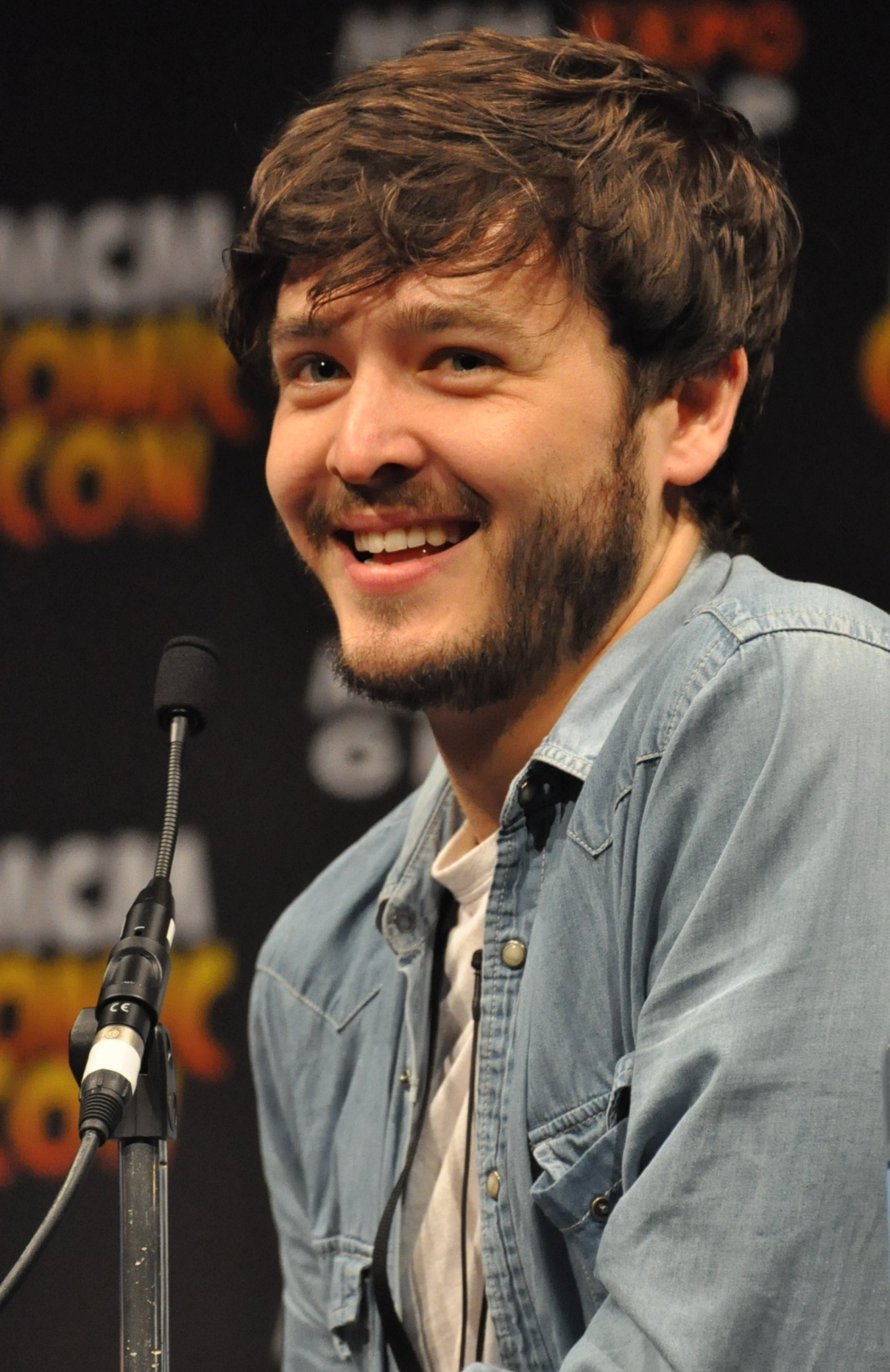
Alexander Vlahos (2013)

Alexander Vlahos (* 30. Juli 1988 in Swansea, Wales) ist ein walisischer Schauspieler. 

## Leben
Vlahos tritt seit 2009 als Schauspieler in Film und Fernsehen in Erscheinung, sein Schaffen umfasst rund 40 Produktionen. Bekannt wurde er vor allem durch seine Rolle als Mordred in der BBC-Fernsehserie Merlin – Die neuen Abenteuer. In den Jahren 2015 bis 2018 spielte er den Bruder des Königs in der Historienserie Versailles um den Hof Ludwigs XIV., die der französische Canal+ produzierte.
Alexander Vlahos studierte bis 2009 Schauspiel am Royal Welsh College of Music & Drama in Cardiff.

## Filmografie (Auswahl)
- 2012: Merlin – Die neuen Abenteuer (Merlin, Fernsehserie)
- 2012: Truth or Dare
- 2015–2018: Versailles (Fernsehserie)
- 2022–2023: Outlander (Fernsehserie)
- 2024: Irish Wish